# 2016年新疆阿克陶地震
2016年新疆阿克陶地震，又可称2016年阿克陶地震或2016年新疆地震，是指2016年11月25日22时24分30秒发生于中华人民共和国新疆维吾尔自治区克孜勒苏柯爾克孜自治州阿克陶县西部的强烈地震。其地震规模为Ms 6.7级、Mw 6.6级，震源深度约10千米。本次地震共造成1人遇难，约1.1万人失去住所。

## 构造背景
中国大陆位于欧亚地震带东端，大陆东侧及西南侧分别受太平洋板块和印度板块的推挤作用，地震活动及地震灾害始终十分强烈。而新疆地处印度板块向亚欧板块俯冲的前缘地带，地震活动频发。自进入21世纪以来，中国大陆呈现了地震活跃的特征，在南北地震带及新疆地区已经发生一系列强烈地震。如2015年发生的尼泊尔地震，之后在喜马拉雅地震带西触角兴都库什和东触角缅甸弧地区发生一系列中深源地震，显示印度板块的北东向推挤作用在增强。本次地震震中所在地区自2012年6月1日乌恰5.1级地震后5级以上地震进入持续平静期，在2015年皮山地震后，新疆整体地震活动明显减弱，2级以上地震频度迅速衰减。
本次地震震中附近区域位于高海拔地区，人烟稀少，历史上强震活跃。震中100千米范围内曾记录到17次6级以上地震，其中7级以上地震4次，分别为1944年9月28日乌恰南7.0级地震、1955年4月15日乌恰西7.0级双震以及1974年8月11日乌恰西南7.3级地震。其中距离此次震中最近的7级地震为1974年乌恰7.3级地震，约25千米；时间最近的地震为2016年6月26日吉尔吉斯斯坦6.7级地震，距这次地震约58千米。历史上，该地区100千米范围内14组6级以上地震序列中86%为主余型，最大余震震级为5.5级左右。虽然地震发生前后全球地震活动情况较为活跃，但中国地震台网的一名负责人表示，时间分布不均匀是全球地震活动的特征，有的时段密集、有的时段稀疏。

## 机构反应
中国地震台网测定，2016年11月25日22时24分30秒左右，在中华人民共和国新疆维吾尔自治区克孜勒苏柯爾克孜自治州阿克陶县西部发生强烈地震。其震中位于北纬39.27度，东经74.04度，地震规模为Ms 6.7级，震源深度约10千米。美国地质勘探局的测定结果略有不同，其测定的震中位于北纬39.273度，东经73.978度，地震规模为Mw 6.6级，震源深度约17.0千米。
地震发生后翌日，中国地震局就本次地震启动Ⅲ级应急响应，派出20人的现场工作队赶赴震区开展应急处置工作。

## 地震解析
地震发生4天后，即2016年11月29日，2016年新疆阿克陶地震现场应急指挥部在阿图什市召开新闻发布会，正式发布本次地震的地震烈度图。本次地震破裂走向为107°、倾角为76°，发生在帕米尔构造结北部的木吉断陷盆地西端附近，是公格尔拉张系自1895年塔什库尔干地震以来发生的规模最大的地震。本次地震的破裂长度被认为超过77km，可能包括了至少2次破裂子事件。本次地震的余震震源深度主要集中分布在2至14千米，由此推出本次地震的破裂方向可能是由深部到浅部破裂。
根据以往地震的调查统计结果，一般情况下，新疆及其周边地区发生6.5级以上的地震才有可能产生地表破裂带。在本次地震震中附近发现长约1km的地表破裂带。地表形成多条宽1—46cm的张性破裂，多数破裂因SN向扩张形成。新疆维吾尔自治区地震局的高荣和夏爱国利用震源区附近53次3级以上地震事件的波形资料，经分析认为本次地震序列的震源参数中矩震级、震源半径和地震矩随着震级的增大而增大，呈正相关关系。拐角频率随着震级的增大而减小，呈负相关关系。而应力降值和震级呈多重标度关系。

## 影响与救灾
阿克陶县公安局负责人确认，震中地处山区，阿克陶县城有震感。震中距喀什169公里，距乌鲁木齐1238公里。阿克陶县木吉乡布拉克村喀拉其居民点一名柯尔克孜族男性因房屋倒塌遇难，此外还有约1.1万人失去住所。灾区房屋倒塌41间，裂缝房屋55间，羊圈倒塌104座。当地农村居住房屋、生命线工程、教育、卫生系统、畜牧业等都遭到不同程度的破坏。通过震害调查，按照中华人民共和国标准的原则和方法，评估出本次地震造成的直接经济损失约为4.63亿元，灾后恢复重建经费需约6.84亿元。为保证铁路运输的绝对安全，新疆铁路部门扣停了在南疆线上运行的7556次、K9788次和5820次旅客列车，等候铁路线路检查。在地震发生后，美国地质勘探局设立的互联网调查页面收到了27个震感报告，其中包括来自中华人民共和国、塔吉克斯坦、乌兹别克斯坦和吉尔吉斯斯坦的报告。通过这些报告计算出的最大烈度为8度（VIII）。
地震发生后3天内，棉被、帐篷、药品等救灾物资陆续抵达灾区。消防、武警等帮助受灾民众从倒塌的房屋中抢救出生活用品，受灾民众在地震后5天内即可住进临时的钢板房以度过冬季。